# Acklins
Acklins és una illa i un districte de les Bahames, a les Bahames. Té una superfície de 497 Km2 i 676 habitants segons cens de 2022.

## Descripció
Es tracta d'una illa dins un grup que es troben en una llacuna soma anomenada Badia o Cala d'Acklins (Bight of Acklins), de les quals les més grosses són l'illa Crooked (76 milles quadrades) al nord i Acklins (120 milles quadrades) al sud, i les més petites són Long Cay, (abans coneguda com a Fortune Island) de 8milles quadrades, al nord-oest i illa Castle al sud.
A aquestes illes s'hi assentaren els nord-americans partidaris de continuar pertanyent al Regne Unit (American loyalists) a la dècada de 1780 i van fer-hi plantacions de cotó amb un miler d'esclaus treballant-hi. Després de l'abolició de l'esclavitud a l'imperi Britànic aquestes plantacions esdevingueren antieconòmiques i es passà a pescar esponges. Els seus habitants ara viuen de la pesca i de granges a petita escala.
Els indígenes lucais anomenaven els acklins Yabaque, que significa "terra gran occidental".

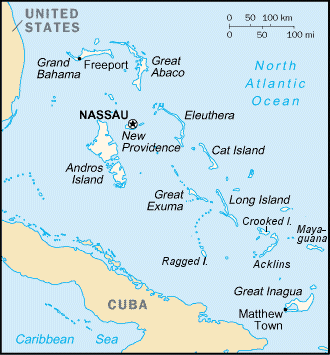
Mapa de les Bahames

La principal població del grup és Colonel Hill a l'illa Crooked.
A Plana Cays, al nord-est de Spring Point, és una reserva protegida per iguanes i pel rosegador semblant a un conill d'índies Hutia de Bahames, l'únic mamífer natiu de les Bahames.
Es creu que la primera oficina de correus de les Bahames va estar situada a Pitt's Town a l'illa Crooked.